# Баня (город)
Баня (болг. Баня) — город в Болгарии. Находится в Пловдивской области, входит в общину Карлово. Население составляет 3084 человека (2022).

## Политическая ситуация
В местном кметстве Баня, в состав которого входит Баня, должность кмета (старосты) исполняет Партен Колев Гичев (коалиция в составе 4 партий: Политический клуб «Экогласность», Земледельческий союз Александра Стамболийского (ЗСАС), Движение за социальный гуманизм (ДСХ), Болгарская социалистическая партия (БСП)) по результатам выборов.
Кмет (мэр) общины Карлово — Найден Христов Найденов (коалиция партий: Болгарская социалистическая партия (БСП), Земледельческий союз Александра Стамболийского (ЗСАС), Болгарская социал-демократия, Движение за социальный гуманизм, Политический клуб «Экогласность», Политический клуб «Фракия») по результатам выборов.